# リッチモンド・フォルソン
リッチモンド・フォルソン（Richmond Forson、1980年5月23日 - ）は、トーゴの元サッカー選手。元トーゴ代表。ポジションはディフェンダー。

## 来歴
2001年にトーゴ代表デビュー。デビュー戦後、代表での出場機会は無かったが、2005年11月に代表復帰、2006 FIFAワールドカップのメンバーにも選ばれた。ワールドカップではグループステージ全3試合に出場した。2009年までに18試合に出場した。

## 代表歴

### 出場大会
- トーゴ代表
  - 2006 FIFAワールドカップ

### 試合数
- 国際Aマッチ 18試合 0得点（2001年-2009年）[1]

| トーゴ代表 | 国際Aマッチ | 国際Aマッチ |
| 年         | 出場        | 得点        |
| ---------- | ----------- | ----------- |
| 2001       | 1           | 0           |
| 2002       | 0           | 0           |
| 2003       | 0           | 0           |
| 2004       | 0           | 0           |
| 2005       | 2           | 0           |
| 2006       | 11          | 0           |
| 2007       | 0           | 0           |
| 2008       | 1           | 0           |
| 2009       | 3           | 0           |
| 通算       | 18          | 0           |